# یاشرگانوو
یاشرگانوو (انگلیسی: Yasherganovo) یک شهرک در شهرستان استرلیباشفسکی استان باشقیرستان کشور روسیه است.